# Anja Reinalter
Anja Reinalter (nascida a 1 de maio de 1970) é uma política alemã. Reinalter tornou-se membro do Bundestag depois de ter sido eleita nas eleições federais alemãs de 2021. Ela é afiliada ao partido Aliança 90/Os Verdes.